# Силгейруш
Силгейруш (порт. Silgueiros) — район (фрегезия) в Португалии, входит в округ Визеу. Является составной частью муниципалитета Визеу. По старому административному делению входил в провинцию Бейра-Алта. Входит в экономико-статистический субрегион Дан-Лафойнш, который входит в Центральный регион. Население составляет 3590 человек на 2001 год. Занимает площадь 36,86 км². Плотность населения — 97,4 чел./км².